# Ураган-3М
«Ураган-3М» (У-3М) — замкнута пастка для магнітного утримання плазми, стеларатор-торсатрон. Установку розташовано в Інституті фізики плазми Національного наукового центру «Харківський фізико-технічний інститут» (ІФП ННЦ ХФТІ), Харків, Україна. 

## Технічні характеристики
Установка У-3М — торсатрон з відкритим тороїдальним гвинтовим дивертором. Цей торсатрон тризахідний (l = 3), із дев'ятьма періодами (m = 9) гвинтового магнітного поля. У-3М обладнано вакуумною камерою об'ємом 70 м3, діаметром 5 м та висотою 4 м. Об'єм вакуумної камери у 300 разів більше, ніж об'єм утримання плазми.  